# Любомир (Ставище)
Футбольний клуб «Любомир» — український футбольний клуб із селища Ставище Київської області, заснований у 2004 році. У червні 2021 року клуб отримав професійний статус і був включений до Другої ліги. Домашні матчі приймає на стадіоні «Колос».

## Історія
Спортивна школа ФК «Любомир» започаткувала своє існування у смт Ставище в 2004 році. Засновник ФК «Любомир» — Леонід Петрович Джужик.
Все розпочиналось як соціальний проєкт, котрий був орієнтований на залучення сільської молоді до спорту та активних форм здорового способу життя, яка взагалі не мала умов для тренування футболом.
ФК «Любомир» у 2008 році став бронзовими призером чемпіонату Київської області, а в 2010 році срібними призерами. У 2017 році ФК «Любомир» став ініціатором проєкту щодо створення студентської футбольної команди U-19 базі НУБІП[1].

## Виступи в чемпіонатах України
| Сезон   | Ліга      | М       | І  | В | Н | П  | ГЗ | ГП | О | Кубок України | Примітка |
| ------- | --------- | ------- | -- | - | - | -- | -- | -- | - | ------------- | -------- |
| 2021–22 | Друга «А» | 15 з 15 | 19 | 1 | 1 | 17 | 8  | 51 | 4 | 1/128 фіналу  | Знявся   |

## Досягнення
- Чемпіонат Київської області
  - Срібний призер: 2010
  - Бронзовий призер: 2008